# Aleksandr Dejneka
Aleksandr Aleksandrovitsj Dejneka (Russisch: Александр Александрович Дейнека) (Koersk, 20 mei 1899 - Moskou, 12 juni 1969) was een Russische kunstenaar. Hij deed onder meer aan schilderen, graveren, poster-ontwerpen en illustreren.

## Leven
Van 1915 tot 1917 studeerde Dejneka aan de kunstschool in Charkov. Tijdens de Oktoberrevolutie sloot hij zich aan bij het Rode leger. Vanwege zijn achtergrond werd hij in 1918 als hoofd aangewezen op de afdeling volkskunst. Hier begon zijn loopbaan als kunstenaar. Hij kreeg in datzelfde jaar ook nog een plaats in het commissariaat van educatie. Als lid hiervan probeerde Dejneka de principes van het kubisme te introduceren.
Gedurende zijn leven ontwikkelde hij een semi-abstracte stijl die hij toepaste in posters. Met deze posters beoogde hij propaganda voor het leven in een socialistische utopie. Om dit te bereiken liet hij fabrieken, boeren, arbeiders en sportscènes zien.
Aleksandr Dejneka wordt ook weleens beschouwd als een modern Russisch schilder vanwege zijn aparte stijl.
- Bibsys: 12015263
- Biblioteca Nacional de España: XX5140278
- Bibliothèque nationale de France: cb14972626j (data)
- CiNii: DA16802012
- Gemeinsame Normdatei: 118524380
- International Standard Name Identifier: 0000 0001 1069 3988
- Library of Congress Control Number: n81097707
- Nationale Bibliotheek van Letland: 000231776
- Nationale Bibliotheek van Tsjechië: ola2002159249
- Nationale Bibliotheek van Israël: 987007426728305171
- Nederlandse Thesaurus van Auteursnamen: 070408521
- Réseau des bibliothèques de Suisse occidentale: 02-A021738320
- RKD-Nederlands Instituut voor Kunstgeschiedenis: 21475
- SNAC: w67d5nnd
- Système universitaire de documentation: 113595972
- Union List of Artist Names: 500118000
- Virtual International Authority File: 69203414
- WorldCat: E39PBJqk4PvP4jgBqfQCgJxqwC